# 松下文法
松下文法（まつしたぶんぽう）は、松下大三郎による日本語の文法である。

## 語の分類
- 詞の分類
  - 観念詞
    - 事物
      - 名詞
        - 本名詞
        - 代名詞
        - 未定名詞
        - 形式名詞

    - 作用
      - 動詞
        - 動作詞
        - 形容詞

    - 属性
      - 連用
        - 副詞
          - 実質副詞
          - 帰著副詞
          - 接続詞

      - 連体
        - 副体詞

  - 主観詞
    - 感動詞
      - 実質感動詞
      - 形式感動詞

- 原辞の分類
  - 完辞
  - 不完辞
    - 助辞
      - 頭助辞
        - 一般
        - 特殊

      - 尾助辞
        - 動助辞
          - 一般
            - 使動
            - 被動
            - 尊称
            - 否定
            - 完了
            - 過去
            - 未然
            - 当然
            - 不確
            - 断定

          - 特殊

        - 静助辞
          - 格助辞
            - 体言
            - 用言

          - 感動助辞
          - 提示助辞
            - 題目
            - 特提

          - 名助辞
            - 一般
            - 特殊

          - 副助辞

    - 不熟辞

## 詳細
言語の普遍的性質についても考察し、一般理論を志向するものである。独特の用語法により近づきがたい部分もあるが、構造概念を洗練されたものに仕上げ、文を構成する要素のレベルの違いを厳密に捉えるものである。

### 文の構成要素
松下の理論においては、文の構成要素は次のものからなる。
| 断句 | 文に相当             |
| 詞   | 文を直接構成する要素 |
| 原辞 | 形態素に相当         |

「詞」と「原辞」には、統語論の要素と形態論の要素というレベルの区別が担わされている。例えば、名詞「桜を」「桜」はともに詞であり、「桜」はまた原辞でもある。これは形態論における自由形式が統語論における語にもなることを考えると理解しやすいだろう。一方「を」は原辞であって、これ単独では詞になりえない（束縛形式にあたる）。詞である「桜」のような名詞とともにさらに大きな詞を構成して断句の要素となる。
詞は断句を構成する要素であるが、詞が集まれば必ず断句となるわけではないことは経験上知られていることであろう。では松下の理論では断句を成立させる要件はどのようなものであろうか。詞の間に緊密な関係を持ち、そしてそのような複合体が他のものに従属していない場合、断句となり得る。しかしこれだけではなり得るだけで断句とはいえない。断句となる為には、要件を備えている複合体が「統覚」という統一性を帯びて断句となる。

### 構造概念
構造概念は次のように洗練された：
- 補充
- 修飾

現代的に見れば広く受け入れられている区別であるが、それまでは「連用｣｢連体」という概念のもとで同種のカテゴライズがなされていた。
また、松下は主題を持つ文と持たない文の違いについても注目し、次のような区別を立てた：
- 題目態
- 平説態